# Beiwei Jiemindi
Beiwei Jiemindi of Yuan Gong (元恭) (persoonlijke naam) was keizer van China van de Noordelijke Wei-dynastie van 531 tot 532. Hij was een van de marionettenkeizers in handen van de generaals op het einde van de Noordelijke Wei-dynastie, vooraleer die uiteen viel in de Oostelijke Wei-dynastie en de Westelijke Wei-dynastie.

## Levensloop
Jiemin was een kleinzoon van keizer Beiwei Xianwendi. Sinds 528 was de Noordelijke Wei-dynastie onder dominantie van de Erzhu-clan. Jiemin, prins van Guangling, werd na de eliminatie van zijn voorganger, zijn neef Beiwei Xiaozhuangdi, op de troon gezet.
Generaal Gao Huan ging hiermee niet akkoord en zette zijn eigen stroman Yuan Lang op de troon. Een bloedige strijd brak los, die Gao Huan won. Hij moordde de Erzhu-clan uit, zette de twee keizers af en benoemde Beiwei Xiaowudi tot nieuwe keizer in 532.